# 杜庫伯爵
杜庫伯爵（Count Dooku），是《星際大戰》系列的虛構角色。他是星際大戰二部曲：複製人全面進攻中的主要反派角色，以及星際大戰三部曲：西斯大帝的復仇中的次要反派角色。此外他也在星際大戰擴充宇宙（Expanded Universe）的星際大戰：複製人之戰中扮演了重要的角色。在相關遊戲、影集中，杜庫伯爵是由柯瑞·伯頓扮演和配音。而在電影中，則是由英國著名演員克里斯多福·李（Christopher Lee）所扮演。
杜庫伯爵早年便師承於尤達大師，亦作為師傅教導了魁剛·金成為絕地，後來在墜入黑暗面後，則拜達斯·西帝為師。以各種表現來看，杜庫同時是一位強大的絕地武士以及西斯領主，他幾乎掌握了所有原力運用之道。他利用身為伯爵的財富組成了獨立聯邦，公開反對銀河共和國的統治，發動了複製人戰爭。杜庫的西斯封號是達斯·泰拉勒斯（Darth Tyranus），作為西斯尊主的第二任徒弟，他是達斯·魔的繼任者，但是在西斯的二人法則下，他的位置後來被更年輕且更加强大的達斯·維達給取代。

## 生平
杜庫出生在賽瑞諾星的一個知名貴族家族裏，他的家族相當富裕，可以說是全銀河系最有錢的人，使他甚至有能力獨立建造一支軍隊。由於他在原力上的優秀資質，使他早年已經師從於絕地大師尤達，成為了一名卓越的絕地武士。
但是杜庫最根本的忠誠對象並不是絕地組織製定的規則，而是他自己的直覺和理想。即使他的導師尤達在絕地委員會中擁有崇高地位，他仍然常和委員會唱反調。他的獨斷獨行引起了許多人的注目，甚至包括他的導師尤達，然而就連尤達大師都難以約束他。他那對委員會挑戰的態度總是會得到他的弟子魁剛·金——另一個時常違抗委員會決定的絕地武士附和。儘管杜庫個性如此倔強，絕地檔案館還是把他作為一位強大的絕地記載下來。因為他平息了許多星球的各種糾紛，而且在古典形式的光劍格鬥中無人能敵。在魁剛·金還是絕地學徒時期，杜庫帶他前往一座貧窮的村莊，解救被綁架的參議員的孩子。期間，他們瞭解到參議員的腐敗問題，以及村莊里人們的苦難生活，開始同情村莊裏的人們。不久，參議員率領軍隊前來攻擊村莊，並讓杜庫服從於他，杜庫表示自己不服從腐敗官僚，要保護銀河系的人民，決心守護村莊。參議員有恃無恐的命令手下向村民射擊，最終激怒了杜庫，杜庫用原力鎖喉教訓了他，並收拾了參議員的軍隊。如果不是魁剛和參議院的兒子及時出現制止，杜庫幾乎殺掉這個腐敗的參議員。
此後，杜庫對銀河共和國的腐敗問題更加不滿，在一名絕地大師遇害後，杜庫與魅使·雲度前去調查，杜庫發現事有蹊蹺，決定深入探尋真相，温杜卻不同意他的做法，但還是被杜庫説服，二人一起行動。最終的事實證明杜庫的想法是對的，通過這件事，杜庫也得知，在一些人眼裏，本應守護銀河和平的絕地武士保護的卻是腐敗官僚。而事後，雲度得到了晉升，杜庫卻一無所獲，對此，杜庫對絕地委員的教條做法愈感失望，他決心改變銀河共和國，因此被西斯尊主達斯·西迪厄斯蠱惑。杜庫在政治上是一個理想主義者，他認為一直為日益腐敗的共和國服務，反使得絕地們被逐漸削弱。雖然尤達花費了許多精神來嘗試教導杜庫避免分離主義的影響，不過最後還是失敗了，杜庫叛逆的思想甚至曾經影響了他的嫡傳弟子魁剛。
之後因塞倫諾的事件，杜庫他決定離開絕地去領導塞倫諾，杜庫聯繫了尤達，向他的導師解釋了他的選擇，並堅定地選擇離開。杜庫伯爵正式離了絕地體制，回到了他的母星賽瑞諾繼承了自己的伯爵頭銜以及龐大的財富，在其作為分離主義勢力領導人的政治生涯中使用這些財富。
在那卜星之役後，失去了愛徒的杜庫心情低落，在科洛桑的絕地聖殿獨自悼念魁剛，絕地大師婭德爾前來安慰他，在交談中，婭德爾發現杜庫身上隱藏着原力黑暗面。杜庫離開絕地聖殿後，找到達斯·西帝，質問對方為何要殺掉魁剛·金，而西帝表示自己也失去了達斯·摩爾，這一切都是為實現理想必須付出的犧牲，杜庫開始反思自己的行為，不知所做的這一切是對是錯。跟蹤杜庫來此的婭德爾得知了西帝的陰謀，出於對杜庫的同情，婭德爾直接出面勸阻杜庫，試圖將杜庫拉回光明面，但在西帝的蠱惑下，杜庫已經無法再回頭了，最終婭德爾死於杜庫的光劍下，婭德爾的死也加劇了杜庫伯爵的黑化，使杜庫伯爵正式加入原力的黑暗面，成為達斯·泰拉勒斯，並在西斯尊主達斯·西帝身上學習西斯之道。
在絕地悠久的歷史中，僅有二十人曾做過此類放棄絕地武士身份的事，由於對共和國政府的不滿，杜庫開始暗中推行分離主義運動。離開絕地組織後，他消失了好幾年，當他再度出現是在拉克塞斯主星時，在當地用激烈的雄辯攻擊共和國議會和絕地武士團，指責他們對共和國顯而易見的觀念和道德的淪喪無動於衷。從那時起，他的行動基地便開始到處移動，從一個星球到另一個星球，煽動脫離共和國並領導分離主義運動。在不斷於銀河系裡到處散佈叛亂的火焰下，顯現出驚人的凝聚力。在短暫而緊張的時期內，杜庫就已經召集了上千個星系加入他的事業，建立了一個威脅要分裂共和國的分離主義運動，並且不斷發展壯大。在這個動蕩的時代裡，機會主義者們都以杜庫的名義進行各種活動，使得暴力衝突一觸即發，而絕地武士們則盡其所能維護共和國的秩序。但無論產生什麼衝突，絕地評議會都拒絕相信杜庫應該對這些衝突的惡果負個人責任，因為他們始終相信他的絕地訓練會使他保持高尚的態度，遠離這些事態。但絕地組織卻不了解杜庫隱藏的秘密。在其優雅的個人魅力和崇高的政治觀點外表背後，杜庫已經為了掌握黑暗面的力量而墮落。杜庫離開絕地組織後，就已經被西斯黑暗尊主達斯·西帝所誘惑，投入了原力的黑暗面。
由於杜庫高明的智商，他早在絕地體制內時即已接受西斯之道，更偷偷利用絕地檔案保存處內的西斯機密資料來學習黑暗武藝，他也以絕地檔案保存處內的記載，打造了他那把優雅而古典，異於一般絕地武士的柺杖型紅色光劍，而最令人害怕的是杜庫伯爵竟然學會了大部份絕地武士都無法匹敵的西斯原力閃電。當杜庫徹底加入黑暗勢力後，即以西斯尊主西帝為師，封號為達斯‧泰拉勒斯，並協助西帝掌控分離主義挑起銀河戰火。在兩種身份下，為了最終達到滅亡共和國的目的，杜庫開始徵募代理人做準備。作為泰拉勒斯，他雇請賞金獵人強格·費特作為共和國複製人軍隊的母體，和西帝祕密控制複製人，為銀河帝國的建立進行鋪路，而作為杜庫，他勾起銀河系中最有勢力的商業大亨的貪婪慾望，聯合他們的武力來挑戰共和國。
在吉奧諾西斯星的巨大尖塔深處，杜庫主持了一個正式創建獨立星系聯邦的首腦會議。出席的分離派議員們來自商業行會，貿易聯盟，星際銀行業團體和技術聯盟等被共和國打壓的企業，他們把各自的資源匯集到一起，形成了銀河系中最大的軍事力量。現在分離主義分子已經準備好發動戰爭了。
然而絕地武士歐比旺·肯諾比雖然發現了這個聚會並且警告了共和國當局，但仍沒能逃脫分離派的抓捕。杜庫在地牢中見到了歐比旺，並向他透露了共和國的真相，這就是共和國在實際上已經被西斯尊主西帝所控制。歐比旺並不相信杜庫的巧妙言辭，拒絕加入杜庫的陣營，堅定地遠離墮落。不久，歐比旺就遇上了試圖來解救他的安納金·天行者和帕德梅·艾米達拉。但三人逃跑失敗，杜庫把這三位英勇的俘虜送到競技場執行死刑，但幸運的是他們的死刑被及時趕到的絕地和複製人士兵援軍所阻止了。
在混戰中，杜庫試圖逃離戰場，但中途被安納金和歐比旺截住。兩位絕地武士向杜庫這位西斯領主發起挑戰，進行光劍對決。戰鬥中，杜庫伯爵，這位曾經的絕地大師，現在已經變成了完全信奉西斯的遠古教義的達斯·泰拉勒斯。他揮舞舊式風格的光劍劍法，使出精巧老練技藝使得兩位挑戰者們沒能支持多長時間，而在戰鬥中杜庫更斬掉了安納金的右手。當兩人受傷倒地時，杜庫曾經的師父尤達大師進入了他的秘密機庫。
絕地大師尤達最終要面對著從前他所教導的絕地徒弟杜庫。兩人以原力進行了強而有力的對決，然而誰也不勝過誰。最終只有光劍才能決定勝負。在令人眼花繚亂的光劍速度和光芒之中，兩位原力大師進行了激烈的決鬥。儘管兩人看似勢均力敵，但杜庫心知不能在尤達身上取得任何優勢，於是他傾倒了吊樑來威脅歐比旺和安納金的生命安全，而這一招成功地干擾了尤達大師。當尤達使用原力拯救他的絕地同伴時，杜庫則趁機逃跑了。
杜庫在吉奧諾西斯的所作所為使得絕地組織終於意識到他對黑暗面的屈從，但仍然還是沒有察覺他的西斯身份。這時杜庫乘坐著他那奇異的星際帆船，航行到科洛桑，一個衰敗的星球。在那裡他與他的老師達斯·西帝會面，並帶去了一個好消息，複製人戰爭終於要開始了。
三年漫長的戰爭使銀河系支離破碎。獨立聯邦與共和國在各種各樣的星球上交戰。杜庫作為分離主義份子的政治領袖，管理獨立聯邦的內部運作，貿易聯邦總督紐特·岡雷就管理外交和經濟方面，而機器人軍隊的軍事指揮權則落入格里弗斯將軍手中。杜庫以部分絕地技藝和西斯技藝訓練這名致命的半機器人將軍。雖然杜庫使用的劍法細膩精確，但在格里弗斯眼中，卻領悟成另一種以蠻力為主的古怪又致命的劍法，他使用其機械肢體揮舞至四把多的光劍消滅任何阻礙他的敵人。
隨著戰火逐漸擴大和戰況的膠著，杜庫分身不暇，既要尋找新盟友加入分離派，亦要分裂共和國，因此他決定訓練密徒來協助自己，他選中了阿薩依·文翠斯。文翠斯是一個被遺棄了的暗夜姐妹，也是一個投向黑暗面的前絕地學徒，杜庫在複製人戰爭爆發後找到了文翠斯，將她收為徒弟。然而，文翠斯只是被當做黑暗面的刺客訓練，並不是一個真正的西斯，也沒有達斯的頭銜。然後文翠斯仍在複製人戰爭中為獨立聯邦奮戰，做出了許多貢獻，立了許多大功。
可惜西帝卻猜疑杜庫在訓練自己的西斯徒弟，是用以挑戰他的地位，所以命令杜庫解決文翠斯。杜庫在無奈下，只好以叛徒為理由，命令手下軍隊擊殺文翠斯，但最後卻被文崔斯成功逃脫了。文翠斯因為杜庫的背叛而逃回她的母星達索米爾，投靠昔日的暗夜姐妹同胞，並在她們的幫助下對杜庫行刺。然而由於杜庫的力量比她們想象中強大，使得文翠斯和她的暗夜姐妹險些被他殺掉。這次行刺杜庫的失敗使她們意識到了一個新殺手的必要性。於是暗夜姐妹的首領塔爾津主母將計就計，把暗夜兄弟薩瓦其·奧普雷斯作為新徒弟送給杜庫。薩瓦其作為西帝昔日的徒弟達斯·魔的同族兄弟，對其抱有期望的杜庫對他進行了殘酷的訓練，使薩瓦其掌握了部份原力黑暗面的使用方法和初步的光劍劍法。
然而薩瓦其性格暴躁急進，多次破壞杜庫的周詳計劃，甚至把杜庫原本要他活捉的托伊達里亞人國王弄死。憤怒的杜庫以原力閃電懲處薩瓦其，但出乎杜庫的意料，文翠斯突然出現並對他行刺，薩瓦其也背叛杜庫與她聯手，但杜庫在曾受他所教導的兩人圍攻下，仍没有處於下風。打鬥過程中，薩瓦其面對文翠斯以他被杜庫擊敗所說的惡言惡語激怒，又背叛了她，於是三人各自為營，互相攻擊，後來絕地們的突然闖入使局勢更加複雜，在暗殺杜庫事敗後文翠斯和薩瓦其先後逃到他們的母星達索米爾尋求塔爾津的協助。
在經歷了一系列的刺殺事件後，杜庫得悉幕後黑手正正是他的盟友塔爾津。杜庫於是派遣格里弗斯將軍率領機器人大軍攻打達索米爾，要塔爾津主母為她的背叛之舉負出代價。儘管機器人軍團的入侵受到當地居民們奮勇的抵抗，然而獨立聯邦還是憑著大批兵力的優勢，攻陷了達索米爾，消滅了暗夜姐妹。雖然最後獨立聯邦取得了勝仗，但達索米爾可是分離主義派的中堅力量，作出侵略自己盟友的行為，亦折損了杜庫在分離派的聲望和重創獨立聯邦的勢力。
在複製人戰爭的尾聲，分離主義勢力在共和國源源不絕的複製人兵力下，逐漸出現了敗象，更加上絕地議會多次破壞了杜庫的陰謀詭計，獨立聯邦已經在戰爭中處於劣勢。孤注一擲的杜庫決定向共和國發起了一次大膽的襲擊，獨立聯邦的軍隊順利突破科洛桑的防線，在成功綁架白卜庭議長後逃去。
其實這全是一場騙局，白卜庭的真正身份就是達斯·西帝，杜庫就是他的西斯徒弟。杜庫和白卜庭上演的這個綁架行動是為了讓在戰場處於下風的獨立聯邦有和共和國談判的籌碼，但杜庫並不知道白卜庭的大戰略，因為這次綁架行動也是對西帝未來新學徒的測試。歐比旺和安納金在複製人士兵的幫助下，闖入了杜庫伯爵的旗艦，並找到杜庫及被其所囚禁的議長。杜庫再次與這兩名絕地決鬥，在戰鬥中杜庫無法戰勝這對師徒的圍攻，但兩人也無法擊敗杜庫。在整場決鬥中，杜庫低估安納金的實力，並一直激怒這名脾氣急躁的年輕人。當杜庫打敗了歐比旺，用強大的原力推擊昏這名絕地武士時，他以為自己佔了上風，不料安納金技高一籌，他再也不是當初那個被杜庫斬掉右手的年輕絕地，他的力量自上次後已經幾倍增長，在年輕的安納金不斷猛攻下，年老的杜庫逐漸招架不住，敗給安納金。
最後安納金擊敗杜庫，用自己的藍色光劍砍掉他的雙手，奪走這位西斯領主的紅色光劍。無力還擊的杜庫跪倒在安納金面前，後者現在手持兩把光劍交叉架在杜庫的脖子上。正當安納金猶豫要不要處死杜庫時，白卜庭卻慫恿直接殺了他。此刻杜庫完全明白了，背叛才是西斯之道。杜庫現在了解雖然自己一心忠於達斯·西帝，但也只是西帝的棋子，可有可無。安納金才是真正的戰勝者，原力的天才，西帝的新學徒，新的西斯領主，他在西帝心中的位置已經被安納金取代。
正當杜庫清醒地認識到這一點時，安納金聽從白卜庭的建議，橫切劍刃，將其斬首。達斯·泰拉勒斯這位西斯領主就此隕落。

## 師徒

### 師父
- 尤達（絕地大師）
- 達斯·西帝（西斯尊主）

### 徒弟
- 魁剛·金（絕地，已故）
- 阿薩依·文翠斯（黑暗絕地，已斷絕關係）
- 薩瓦其·奧普雷斯（黑暗絕地，已斷絕關係）
- 雷爾·亞威羅斯(詳見星際大戰小說:師徒)

## 外部連結
- （英文） Wookieepedia上的相关条目：杜庫